# Seznam velvyslanců Lucemburska v České republice
Velvyslanec Lucemburska v České republice je vedoucí diplomatické mise Lucemburského velkovévodství v České republice. Velvyslanectví v Praze bylo otevřeno v roce 2002. Velvyslanec je zároveň vedoucím lucemburské diplomatické mise v Estonsku a na Ukrajině.

## Seznam velvyslanců
- Pierre-Louis Lorenz (2002–⁠2005)
- Mark Kurt (2005–⁠2008)
- Jean Faltz (2008–2012)
- Michèle Pranchèrová-Tomassiniová (2012–2017)[1]
- Gerard Phillips (září 2017 – 2021)
- Ronald Dofing (od 2021)[2]